# Дубравка (Цильнинский район)
Дубравка — поселок в Цильнинском районе Ульяновской области России. Входит в состав Новоникулинского сельского поселения.

## География
Расположен в 21 км к юго-западу от районного центра.

## История
Основателем деревни Соплевки считается синбиренин Максим Васильевич Микулин. Решением исполкома Ульяновского облсовета № 499/16 от 17.04.1954 г. деревня Соплевка переименована в Дубравка.

## Население
| 2010 |
| ---- |
| 15   |

В 1996 — население 7 человек, русские.

## Хозяйство
Отделение ТОО «Восход».